# Myśliwiec przewagi powietrznej

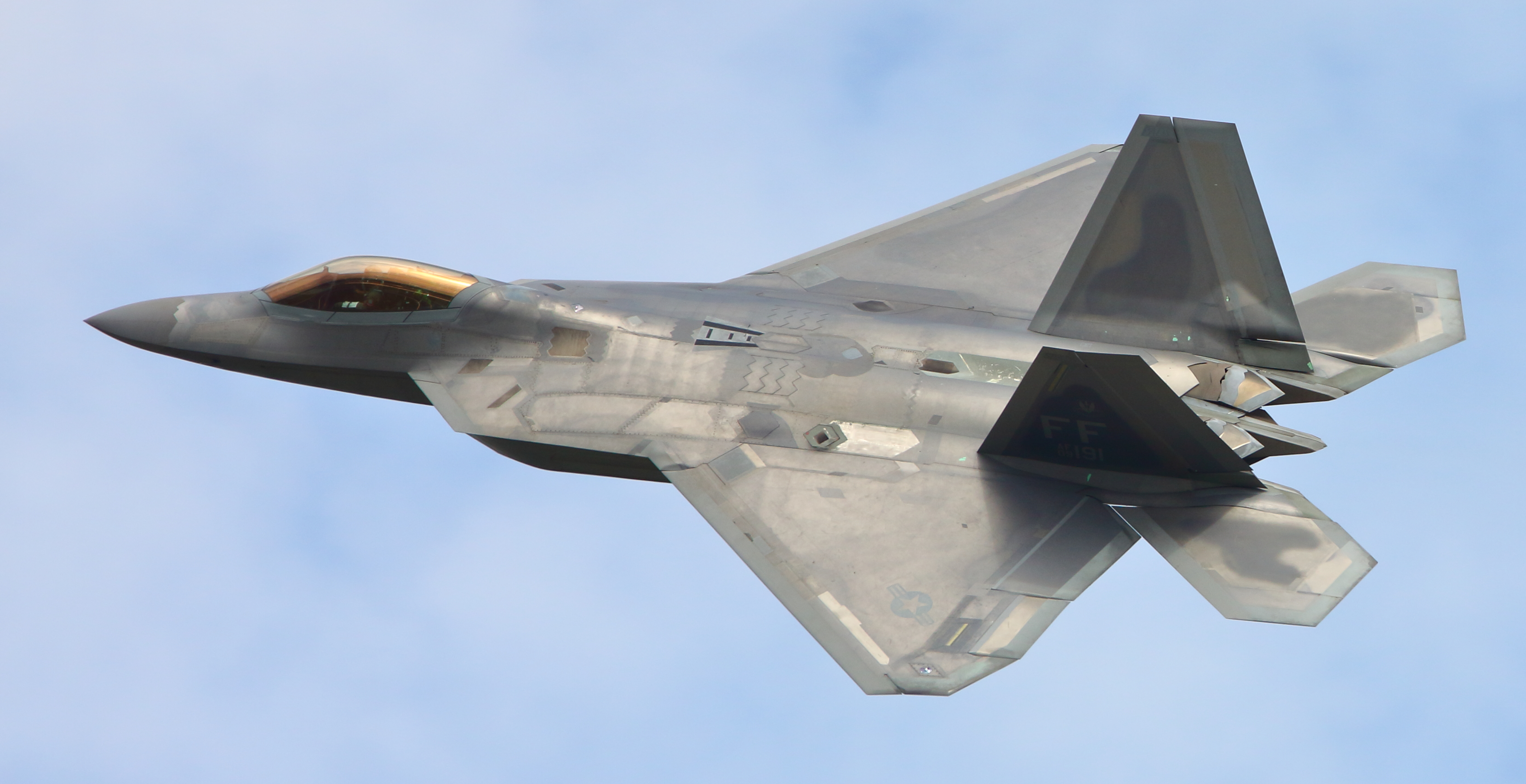
Lockheed F-22 Raptor

Myśliwiec przewagi powietrznej – samolot myśliwski zaprojektowany do wywalczenia i utrzymania pełnej dominacji i kontroli nad przestrzenią powietrzną nieprzyjaciela. 
Myśliwce przewagi powietrznej są zazwyczaj droższe i produkowane w mniejszej liczbie, niż myśliwce wielozadaniowe, a jednocześnie są lżejsze, mniejsze i bardziej ruchliwe, niż myśliwce przechwytujące.
Głównym przeznaczeniem tego rodzaju myśliwca jest walka z innymi myśliwcami, a w drugiej kolejności walka z samolotami szturmowymi i bombowymi. Zakłada się, że myśliwiec taki będzie działał w oparciu o niezagrożoną strukturę naziemną, więc często rezygnuje się z możliwości działania w oparciu o lotniska polowe, co znacząco odróżnia go od myśliwca obrony przeciwlotniczej. Wąska specjalizacja może ograniczać zdolność do wykonywania misji szturmowych, rozpoznawczych i innych.
Maszyny tego rodzaju są zazwyczaj kosztownymi projektami. Określenie myśliwiec przewagi powietrznej zostało pierwszy raz użyte w 1966 roku w stosunku do VFAX/VFX F-14 Tomcat oraz późniejszych myśliwców McDonnell Douglas F-15 Eagle i Lockheed F-22 Raptor.
Myśliwiec przewagi powietrznej to określenie funkcji, a nie konstrukcji, więc dowolny samolot myśliwski użyty w tym charakterze będzie myśliwcem przewagi powietrznej. Natomiast specjalnie konstruowane w tym celu typy mogą tylko ułatwić spełnianie tej funkcji.